# Папа Никола IV
Папа Никола IV (лат. Nicolaus IV; Lisciano, Ascoli Piceno, 30. септембар 1227 — Рим, 4. април 1292) је био 191. папа од 29. фебруара 1288. до 11. априла 1292.